# Jardim Zoológico (Metro de Lisboa)
Jardim Zoológico (hasta 1995 llamada Sete Rios) es una estación del Metro de Lisboa. Se sitúa en el municipio de Lisboa, entre las estaciones de Laranjeiras y Praça de Espanha de la Línea Azul. Es una de las once estaciones pertenecientes a la red original del metro de Lisboa, inaugurada el 29 de diciembre de 1959.
Esta estación se ubica en la Praça General Humberto Delgado, conocida popularmente como Sete Rios. La estación posibilita el acceso al Zoo de Lisboa y a la terminal de autocares que se localiza en esa plaza. El proyecto arquitectónico original (1959) es de la autoría del arquitecto Falcão e Cunha y las intervenciones plásticas de la pintora Maria Keil. En 1995, la estación fue completamente remodelada de acuerdo con un proyecto arquitectónico de la autoría del arquitecto Benoliel de Carvalho y las intervenciones plásticas del pintor Júlio Resende. La remodelación de la estación implicó la prolongación de los andenes de embarque y la construcción de un nuevo atrio con conexión a la estación de Sete Rios de la CP.